# グランプリ・シクリスト・ド・ケベック2011
グランプリ・シクリスト・ド・ケベック2011(2011 Grand Prix Cycliste de Québec)は、グランプリ・シクリスト・ド・ケベックの2回目のレース。2011年9月9日に行われ、フィリップ・ジルベールが優勝。この優勝により、ジルベールは、UCIワールドツアー個人総合ランキングでトップに立った。

## 参加チーム
- 斜字はコンチネンタルプロチーム

- AG2R・ラ・モンディアル
- アスタナ・チーム
- BMC・レーシングチーム
- エウスカルテル・エウスカディ
- ガーミン・サーヴェロ
- ランプレ・ISD
- レオパルド・トレック
- リクイガス・キャノンデール
- オメガファーマ・ロット
- クイックステップ
- ラボバンク
- チーム・HTC - ハイロード
- チーム・カチューシャ
- チーム・モビスター
- チーム・レディオシャック
- チーム・サクソバンク - サンガード
- チームスカイ
- ヴァカンソレイユ・DCM
- コフィディス
- ヨーロッパカー
- FDJ
- スパイダーテック - C10

## 結果
ケベック・シティ・サーキット：189km(=12.6km ｘ 15周)　
| 順位 | 選手名                     | 国籍           | チーム                     | 時間          |
| ---- | -------------------------- | -------------- | -------------------------- | ------------- |
| 1    | フィリップ・ジルベール     | ベルギー       | オメガファーマ・ロット     | 5時間03分08秒 |
| 2    | ロベルト・ヘーシンク       | オランダ       | ラボバンク                 | 同            |
| 3    | リゴベルト・ウラン         | コロンビア     | チーム・スカイ             | +09秒         |
| 4    | ファビアン・ヴェークマン   | ドイツ         | レオパルド・トレック       | +14秒         |
| 5    | リーヴァイ・ライプハイマー | アメリカ合衆国 | チーム・レディオシャック   | +15秒         |
| 6    | ビェルン・ルクマンス       | ベルギー       | ヴァカンソレイユ・DCM      | +23秒         |
| 7    | シモーネ・ポンツィ         | イタリア       | リクイガス・キャノンデール | 同            |
| 8    | マルコ・マルカート         | イタリア       | ヴァカンソレイユ・DCM      | +25秒         |
| 9    | ゲラルト・ツィオレック     | ドイツ         | クイックステップ           | +30秒         |
| 10   | サイモン・クラーク         | オーストラリア | アスタナ・チーム           | +47秒         |
| 25   | 新城幸也                   | 日本           | ヨーロッパカー             | +1分26秒      |